# The Magic Toyshop
 (août 2022).
Ne doit pas être confondu avec The Moving Toyshop.
The Magic Toyshop, paru en 1967, est un roman en langue anglaise d'Angela Carter.
Ce roman d'apprentissage traite de la réflexion qu'a l'héroïne, Melanie, sur son environnement et sur sa propre sexualité.
Il a été publié en langue française sous le titre Le Magasin de jouets magique aux éditions Christian Bourgois en 1999.

## Sources
- (en) Charlotte Crofts (2003), Anagrams of Desire : Angela Carter's Writing for Radio, Film and Television, Manchester University Press
- (en) Donald H. Tuck, The Encyclopedia of Science Fiction and Fantasy, Chicago, ed. Advent, 1974  (ISBN 0-911682-20-1), p. 94.